# Sayidiman Suryohadiprojo

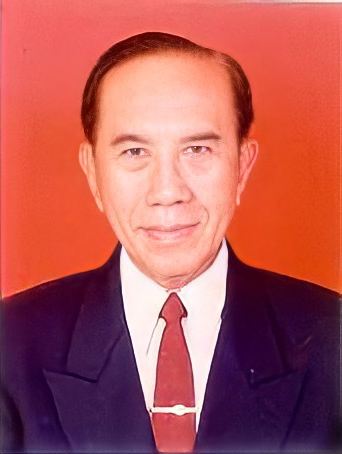
Sayidiman Suryohadiprojo (1998)

Sayidiman Suryohadiprojo (* 21. September 1927 in Kabupaten Bojonegoro, Jawa Timur; † 16. Januar 2021 in Jakarta) war ein Generalleutnant der Streitkräfte Indonesiens sowie indonesischer Diplomat und Schriftsteller, der unter anderem von 1973 bis 1974 stellvertretender Chef des Stabes des Heeres, zwischen 1974 und 1978 Gouverneur des Nationalen Resilienzinstituts Lemhannas (Lembaga Ketahanan Nasional) sowie von 1979 bis 1983 Botschafter in Japan war.

## Leben

### Militärische Laufbahn
Sayidiman Suryohadiprojo absolvierte die Nationale Militärakademie ANM (Akademi Militer Nasional) und fand nach deren Abschluss 1948 zahlreiche Verwendungen als Offizier der Infanterie im Heer (Angkatan Darat) der Streitkräfte Indonesiens ABRI (Angkatan Bersenjata Republik Indonesia). Er war zunächst überwiegend in Jawa Barat stationiert und wurde dort nacheinander Zugführer, Kompaniechef und schließlich Kommandeur eines Infanterie-Bataillons. 1960 wurde er Kommandeur des Kadettenregiments der Nationalen Militärakademie und wechselte 1963 als Offizier in den Generalstab des Heeres. Während seiner militärischen Laufbahn absolvierte er Lehrgänge an zahlreichen in- und ausländischen militärischen Bildungseinrichtungen wie zum Beispiel an der Sprachenschule der Bundeswehr, der Führungsakademie der Bundeswehr sowie der Naval Postgraduate School (NPS) in Monterey.
Am 3. August 1968 wurde Sayidiman Suryohadiprojo als Brigadegeneral (Brigadir Jenderal) Kommandeur des in Makassar stationierten regionalen Militärkommandos Kodam XIV/Hasanuddin und verblieb auf diesem Posten bis zum 16. März 1970. Im Anschluss fungierte er als Generalmajor (Mayor Jenderal) zwischen 1970 und 1973 als Leiter der Stabsabteilung III (Personal) der Streitkräfte, ehe er 1973 als Generalleutnant (Letnan Jenderal) den Posten als stellvertretender Chef des Stabes des Heeres Wakasad (Wakil Kepala Staf ABRI Angkatan Darat) übernahm und damit Generalleutnant Mochamad Jasin ablöste. Er übte diese Funktion bis 1974 aus und wurde daraufhin von Generalleutnant Wahono abgelöst. Er selbst wiederum übernahm von Generalleutnant A. Kosasih die Funktion als Gouverneur des Nationalen Resilienzinstituts Lemhannas (Lembaga Ketahanan Nasional) und hatte diese bis zu seiner Ablösung durch Generalleutnant Sutopo Juwono 1978 inne. Zeitgleich war er als Nachfolger von Generalleutnant Sugih Arto zwischen 1974 und seiner Ablösung durch Bob Hasan 1978 auch Vorsitzender der All-Indonesischen Leichtathletik-Vereinigung PASI (Persatuan Atletik Seluruh Indonesia).

### Botschafter in Japan und Mitglied der Beratenden Volksversammlung
Nach seinem Ausscheiden aus dem aktiven Militärdienst löste Sayidiman Suryohadiprojo 1979 A. J. Witono als Botschafter in Japan ab und verblieb auf diesem Posten bis 1983, woraufhin Wiyogo Atmodarminto seine dortige Nachfolge antrat. Nach seiner Rückkehr wurde er 1983 zum Berater des Staatsministers für Forschung und Technologie Prof. Dr. Bacharuddin Jusuf Habibie für Verteidigung und Sicherheit ernannt. Nach Gründung der Vereinigung muslimischer Intellektueller ICMI (Ikatan Cendekiawan Muslim Indonesia) 1990 wurde er Mitglied des Zentralen Expertenrates der ICMI, dem er bis 1995 angehörte. Als Präsident Suharto von 1992 bis 1995 Vorsitzender der Bewegung der Blockfreien Staaten war, fungierte er als Vertreter für die afrikanische Region, und war darüber hinaus Berater des Präsidenten der Republik Indonesien für nationale Resilienzangelegenheiten. Während seiner Mitgliedschaft in der Beratenden Volksversammlung MPR (Majelis Permusyawaratan Rakyat) zwischen 1993 und 1998 war er auch Mitglied des Rates für Hochschulbildung sowie Mitglied des Nationalen Bildungsrates. Zugleich war er von 1995 bis 2000 stellvertretender Vorsitzender des Zentralen Beirates der ICMI.

## Veröffentlichungen
Neben seiner militärischen und politischen Laufbahn war Sayidiman Suryohadiprojo auch als Schriftsteller tätig. Er verfasste zahlreiche Bücher, in denen er sich insbesondere mit Fragen zur Militär- und Verteidigungspolitik befasste. 1997 erschien seine Autobiografie Mengabdi Negara Sebagai Prajurit. Darüber hinaus verfasste er Artikel zur wirtschaftlichen und politischen Situation Indonesiens. Zu seinen Veröffentlichungen gehören:
- Taktik dan Tehnik Infantri (karya terjemahan), Pembimbing, 1954
- Masalah-Masalah Pertahanan Negara, Intermasa, 1964
- Langkah-Langkah Perjuangan Kita, Balai Pustaka, 1970
- Manusia dan Masyarakat Jepang dalam Perjuangan Hidup, Universitas Indonesia, 1982
- Menghadapi Tantangan Masa Depan, Gramedia, 1987
- Pancasila, Islam, dan ABRI, Pustaka Sinar Harapan, 1992
- Membangun Peradaban Indonesia, Pustaka Sinar Harapan, 1995
- Kepemimpinan ABRI, Intermasa, 1996
- Mengabdi Negara Sebagai Prajurit (otobiografi), Pustaka Sinar Harapan, 1997
- Si vis pacem, para bellum. Membangun Pertahanan Negara Yang Modern dan Efektif, Gramedia, 2005
- Rakyat Sejahtera Negara Kuat – Mewujudkan Cita-cita Proklamasi Kemerdekaan 17 Agustus 1945, Intermasa, 2007
- Pengantar Ilmu Perang, Intermasa, 2009.